# Dampoortbruggen (Brugge)
De Dampoortbruggen in Brugge zijn twee basculebruggen en een tafelbrug ter hoogte van de voormalige Dampoort, gelegen tussen het stadscentrum, de deelgemeente Sint-Kruis en de wijk Sint-Jozef. Ze overspannen de Ringvaart en de Damse vaart.
De brug aan het benedenhoofd van de Dampoortsluis, de noordelijke brug, is onderdeel van de N374 en verbindt de straat Buiten de Dampoort met de Noorweegse Kaai. De brug aan het bovenhoofd van de Dampoortsluis, de zuidelijke brug, verbindt het Sasplein met de weg Damse Vaart-Zuid. De oostelijke brug is onderdeel van de stadsring R30.
Augustijnenbrug · brug A. J. Witteryckstraat · Bargebrug (IJsputbrug) · Begijnhofbrug (Wijngaardbrug) · Blinde-Ezelbrug · Boeveriepoortbrug · Bonifaciusbrug · Boudewijnbrug · Boudewijnsluisbrug · Buiten-Kruisvestbrug · Canadabrug · Carmersbrug · Colettijnebrug · Conzettbrug · Coupurebrug (Scharebrug) · Dambrug · Dampoortbruggen · brug Dampoortstraat & fietsbrug Dampoortstraat · Dudzelebrug · Dudzele Spoorbrug · Duinenbrug · Ezelbrug · Ezelpoortbrug · Fonteinbrug · Gentpoortbrug · Gouden-Handbrug · Groeningebrug · Gruuthusebrug · Gulden-Vliesbrug · Herdersbrug · Houtkaaibrug · Johannes Nepomucenusbrug · Jonckheerefietsbrug · Kapucijnenbrug · Karel van Manderbrug · Katelijnebrug · Katelijnepoortbrug · Ketsbruggebrug · Kleine Boudewijnbrug · Koningsbrug · Krakelebrug · Kruispoortbruggen · Leeuwbrug · Leonardsstuwbrug · Mariabrug · Meebrug · Minnewaterbrug · Minnewaterparkbrug · Molenbrug · Brug van Mylle · brug Odegemstraat · Oostmeersbrug · brug Oude Kortrijkstraat · Passantenfietsbrug · Peerdenbrug · Pharebrug · Pierre Vandammebrug 1 · Pierre Vandammebrug 2 · Pierre Vandammebrug 3 · Pierre Vandammebrug 4 · Predikherenbrug · Roskambrug · Sashuisbrug · Scheepsdalebrug · Sint-Annabrug · Sleutelbrug · Smedenpoortbrug · Snaggaardbrug · Steenbruggebrug · Straussbrug · Strobrug · Torenbrug · voetgangers- en fietsbrug Vaartdijkstraat-Lappersfortstraat · Van Bellenbrug · Visartbrug · Vlamingbrug · Waggelwaterbrug · Waggelwaterspoorbrug (nieuwe) · Waggelwaterspoorbrug (oude) · Walbrug · Warandebrug · Westmeersbrug · Wijngaardpleinbrug · Wulpenbrug · Zwankendammebrug